# 明戈鎮區 (密蘇里州貝茨縣)
明戈鎮區（英語：Mingo Township）是位於美國密蘇里州貝茨縣的一個行政鎮區。

## 地方資料
明戈鎮區的面積為66.99平方千米，當中陸地面積為66.87平方千米，而水域面積為0.12平方千米。根據2020年美國人口普查的數據，當地共有人口155人，而人口密度為每平方千米2.31人。